# Амшар
Амшар — хребет в западной части Южного Урала. Орографически хребет Амшар граничит на юге и юго-востоке с хребтами Байрамгул и Сухие горы. На севере и западе от Амшара находятся увалистые, поросшие лесом невысокие горы и хребет Гребень. Восточный отрог хребта Амшар — гора Полозовая. Главная вершина — Голая Шишка (945,5 м над уровнем моря). Других особо выраженных вершин нет.

## Расположение
Хребет — водораздел бассейнов рек Сим и его притока Лемезы. Сим начинается несколькими ключами на северном склоне Амшара, его приток Лемеза — в межгорной долине с юга от Амшара. Также на хребте Амшар начинается и главный левый приток Катава — река Нила. Хребет простирается в Челябинской области, между городами Сим и Катав-Ивановск.

## Этимология
Название хребта "амшар" выводят из башкирского слова "мышар", что значит "рябина". Башкирское название хребта — Мыш-Арка, где "арка" означает "хребет". Местное старое название, как и в большинстве случаев, было переработано русскими переселенцами с катавских горных заводов.
По легенде, гора Полозовая названа по обилию змей-полозов на ней.

## Флора
На хребте преобладает смешанный лес, состоящий из клёна, липы, берёзы, осины, ильма, ели, сосны и пихты. На вершине хребта — горная тайга. Лес в недавнее время активно шёл в лесозаготовку, поэтому в лесах Амшара много вырубок, которые зарастают молодыми деревьями.

## Транспортная сеть
Подъехать к Амшару можно по дорогам Аратское — Катав-Ивановск, Катав-Ивановск — Лемеза — Бедярыш. В окрестностях много старых лесовозных дорог, по которым можно подобраться к хребту. Одним из удобных путей служит дорога через урочище Анновка, поворот с дороги Катав-Ивановск — Лемеза, в 5 км не доезжая посёлка Лемеза. По этой дороге можно доехать практически до вершины.